# Borås spelkonvent
Borås spelkonvent, BSK, är ett spelkonvent som hålls i Borås på Allhelgonahelgen som oftast infaller i början av november. Konventet har arrangerats av spelföreningen Armagedon sedan tidigt 1980-tal. 